# Каракури-нингё
Каракури-нингё (яп. 絡繰り人形) — механические куклы из Японии XVIII—XIX веков. Слово «каракури» переводится как «механическое устройство, созданное, чтобы дразнить, обмануть или удивить человека». Слово «нингё» по-японски записывается двумя символами, обозначающими человека и форму, что может переводиться и как «марионетка», и как «кукла» или «чучело».

## Виды каракури-нингё
Существует три основных типа каракури-нингё:
- бутай каракури (яп. 舞台からくり) — для использования в театре,
- дзасики каракури (яп. 座敷からくり) — для игр в комнатах (куклы маленького размера),
- даси каракури (яп. 山車からくり) — использовались в религиозных праздниках.

Самая известная из механических кукол — тяхакоби-нингё, т. е. кукла, подающая чай. Она держит в руках поднос; если поставить на него чашку с чаем, кукла начинает покачивать головой, двигать ногами и перемещаться в сторону гостя, которому предназначен напиток. Когда чай берут с подноса, кукла останавливается; когда же пустую чашку ставят на поднос, она разворачивается и возвращается назад.
Другая известная разновидность кукол, дангаэри-нингё — кукла, спускающаяся по ступенькам — может делать перевороты через спину и таким образом спускаться по ступенчатой поверхности. Секрет движения куклы — в изменении центра тяжести, который происходит при переливании ртути внутри неё и заставляет куклу переворачиваться. 
Есть также заводная синатама-нингё,  кукла-фокусник, изображающая ребёнка в китайских одеждах, который поднимает и опускает коробку, открывая взгляду каждый раз новый предмет.
Все эти куклы имеют общее название дзасики-каракури, от дзасики — «комната с татами», и каракури — «механические игрушки».

## Современные каракури
Сегодня в продаже есть каракури, воспроизведенные по старинным чертежам. Один из производителей таких реплик — японская компания Gakken, выпускающая три модели: «мальчик-лучник», «акробат» и «слуга, подносящий чай».